# Langenberg (Bad Harzburg)

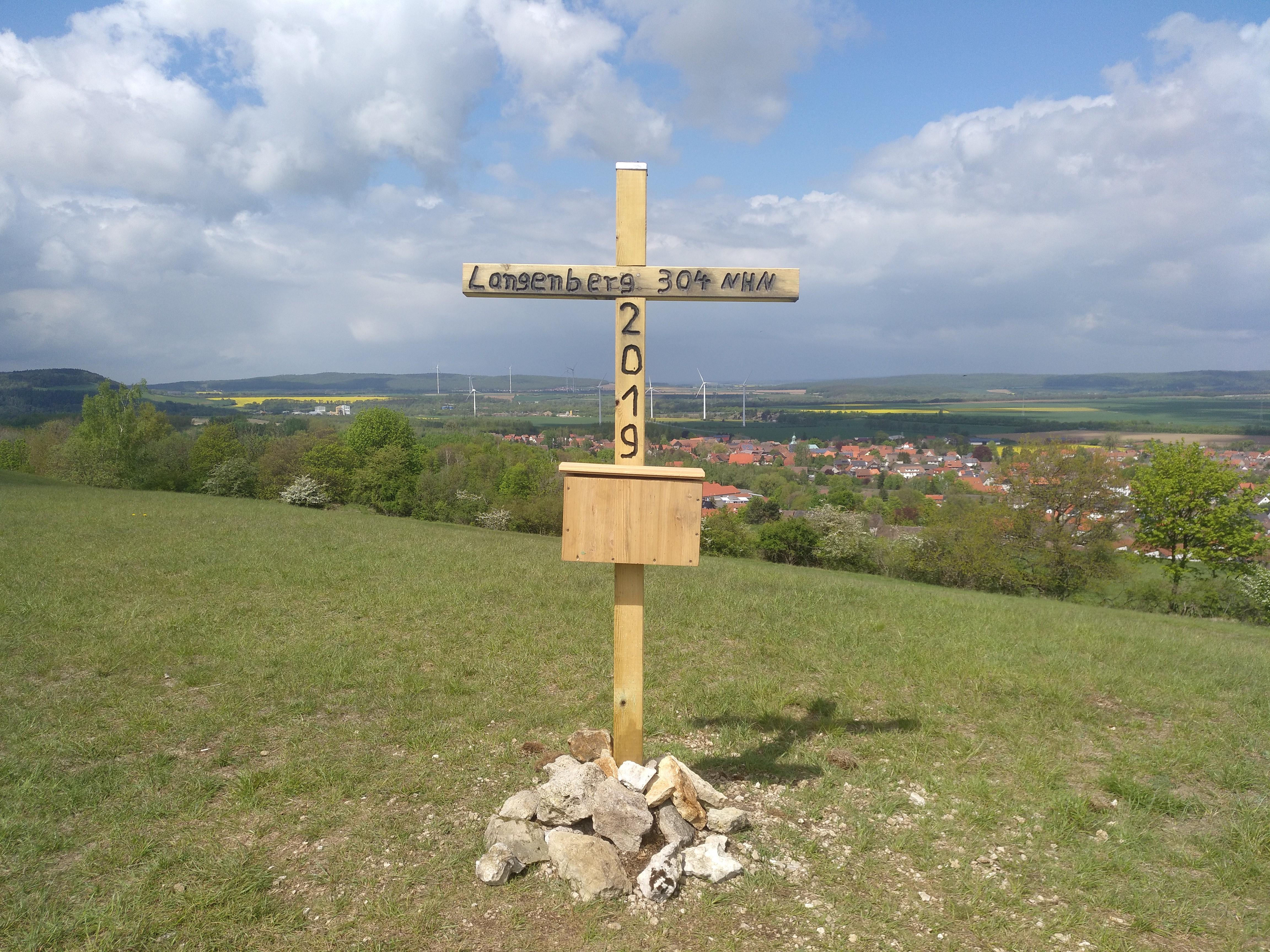
Gipfelkreuz

Der Langenberg ist ein bis etwa 304 m ü. NHN hoher Höhenzug des Nördlichen Harzvorlandes und Teil der Harznordrandverwerfung zwischen Harlingerode und Göttingerode im niedersächsischen Landkreis Goslar. Seine beispielhafte Sichtbarkeit der Nordharzrandverwerfung und die Entdeckung des Europasaurus holgeri am Kalksteinbruch Langenberg verleihen der Erhebung eine überregionale geologische und archäologische Bedeutung.

## Geographie

### Lage
Der Langenberg erhebt sich im Nördlichen Harzvorland im Norden des Naturparks Harz. Sein heutiger höchster Punkt befindet sich etwas östlich des Gipfelkreuzes auf Schlewecker Feldmark. Sein einstiger Gipfel, der „Franzosenkopf“ oder „Soldatenkopf“ genannt wurde, befand sich westlich der Göttingeröder Straße und wurde im Rahmen des Kalkabbaus gesprengt. Der Berg liegt im Schnitt 1,1 km südlich von Harlingerode, 1,1 km westlich von Schlewecke mit der durch diese Ortschaft fließenden Gläsecke, die etwas weiter nordöstlich in die Radau mündet, und 0,7 km nördlich von Göttingerode, die alle zur Stadt Bad Harzburg gehören, sowie 2,7 km östlich des von der Oker durchflossenen Oker, das zur Kreisstadt Goslar zählt. In Richtung Süden leitet die Landschaft durch das Tal des Oker-Zuflusses Röseckenbach zur Nordabdachung des Mittelgebirges Harz und nach Südosten durch jenes der Radau zum etwa 4,5 km (jeweils Luftlinie) vom Gipfel entfernten Butterberg (ca. 325 m) über. Der Hurlebach entspringt auf dem Gelände der Grube Hansa am Nordhang.

### Naturräumliche Zuordnung
Der Langenberg gehört in der naturräumlichen Haupteinheitengruppe Nördliches Harzvorland (Nr. 51), in der Haupteinheit Harzrandmulde (510), in der Untereinheit Harzburger Harzvorland (5101) und dessen Teilgebiet Vorberge des nördlichen Oberharzes (5101.4) zum Naturraum Harzburg-Goslarer Vorberge (5101.40).

### Berghöhe
Der Langenberg war bis in das späte 20. Jahrhundert etwa 304 m hoch; diese Höhe steht für den durch Kalkabbau nicht mehr vorhandenen Franzosenkopf (s. u.) im Westteil. Sein jetziger Gipfel auf der Ostseite hat eine Höhe von 298 m. Weitere Angaben sind 289 m oder 290 m; diese Angaben stehen für die aus manchen topographischen Karten ersichtliche Höhenangabe „289,3“ auf den Hochlagen der Erhebung.

## Geschichte

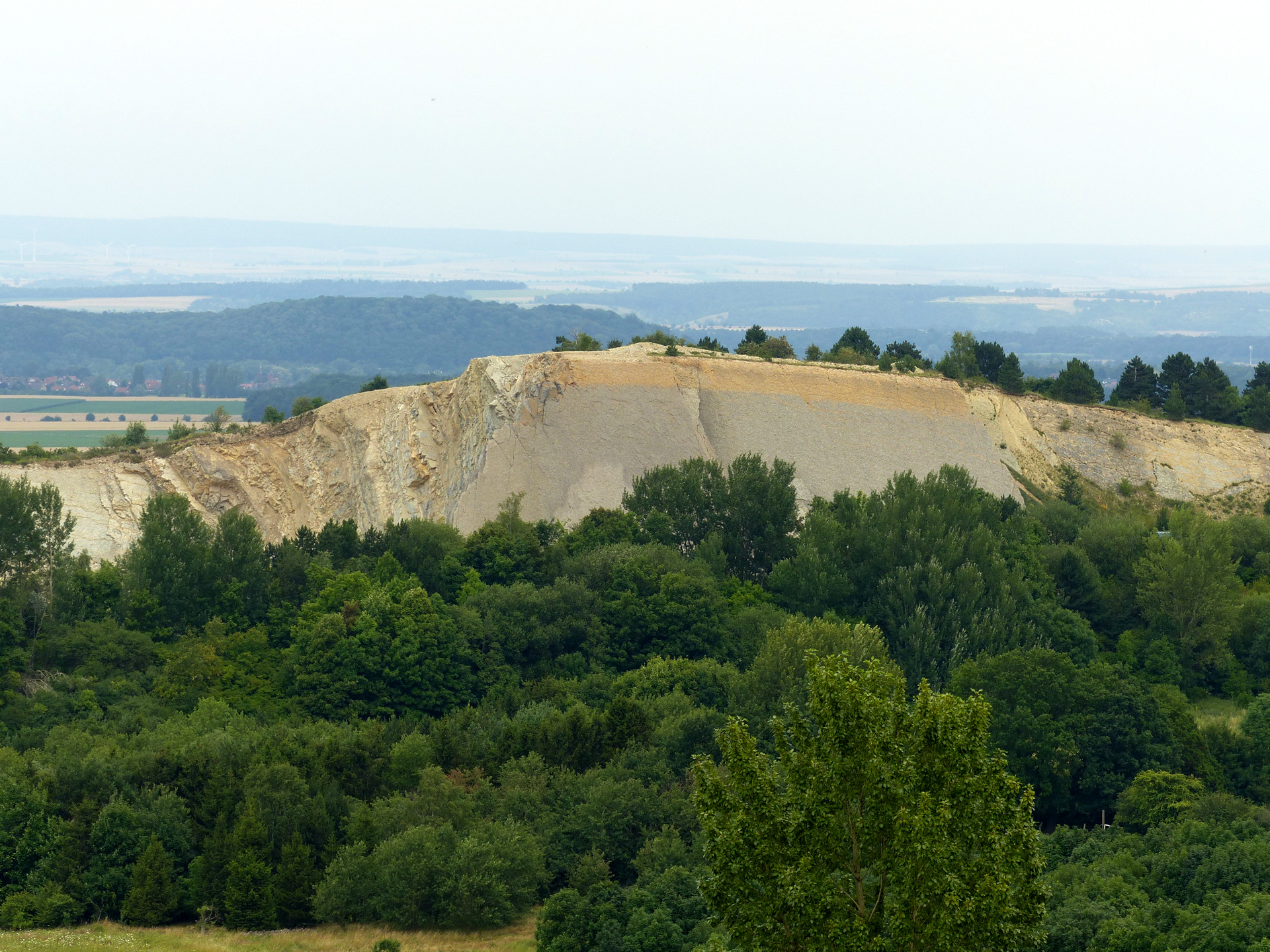
Von 1960 bis 1985 ausgeschlagene Kalkwand

Der Name Langenberg ist selbsterklärend; seine langgestreckte und parallel zum südlich angrenzenden Harz hercynische Verlaufsform geben dem Berg ein charakteristisches Profil. Bis zum Ende des 20. Jahrhunderts stach dies weiterhin durch den Bewaldungskontrast hervor, da der Langenberg verglichen zu den Bergen im Hochharz fast baumlos war.
Zwischen 1285 und 1296 wird der „silva Langenberg“ und 1309 „der Langenberch“ als zum Goslarer Domstift zugehörig bezeichnet, dem zu jener Zeit auch der Haupthof in Harlingerode angehörte. In der ersten Urkunde vom 13. November 1285 wird die Macht des Domstifts von dem Herzogtum Braunschweig formell anerkannt und das Land ihm zugeschrieben. Der westliche Teil des Langenbergs fiel administrativ an Harlingerode, während der kleinere, östliche Teil Schlewecke zugeschlagen wurde. Später gingen beide Gebiete im Territorium des Staates Braunschweig auf.
Das südlich des Berges gelegene Alt-Göttingerode fiel Ende des 15. Jahrhunderts wüst.
Im Laufe der Neuzeit wurde der Langenberg immer weiter gerodet, sodass er 1820 vollständig baumfrei und von Äckern und Wiesen für das Gestüt Bündheim dominiert war. Dieser Zustand sollte für rund 150 Jahre erhalten bleiben, bis auf Initiative der damaligen Gemeinde Harlingerode am Langenberg Mitte des 20. Jahrhunderts ein Begrünungsprojekt durchgeführt wurde.
Erste Bergbaugeschichte schrieb der Langenberg mit der Eröffnung der Grube Hansa im Jahre 1861 durch Wilhelm Castendyck, der im Rahmen einer Untersuchung von 1859 bis 1861 rentable Eisenerzvorkommen im Amt Bad Harzburg ausfindig machte. Das Eisenerzbergwerk schloss im Jahre 1960 aufgrund der Erschöpfung der Erzvorkommen. 1871 wurde am Westrand der Kalksteinbruch Langenberg als Teil des Kalkwerks Oker eröffnet.
Im Jahre 1935 wurde Göttingerode als nationalsozialistische Mustersiedlung neugegründet. Im selben Zeitraum erfolgte eine grundlegende Umstrukturierung des Kalkwerks, die bis in die 1950er-Jahre anhielt und zu einem zunehmenden Abbau der Kalkvorkommen am Südrand führte. Die Spuren des jahrhundertelangen Bergbaus hinterließen den Langenberg jedoch in einem desolaten Zustand: Durch den Abbau der Grube Hansa glich die Oberfläche einer Kraterlandschaft, die später durch Abfälle verfüllt und anschließend planiert wurden.
Bis in die 1960er-Jahre wurde eine etwa 700 Meter lange Schneise in den Langenberg gegraben, die weiteren Planungen zufolge bis an den Schlewecker Ortsrand fortgesetzt worden wäre und den Langenberg zweigeteilt hätte. Nach verschiedenen Klageverfahren bis hin zum Niedersächsischen Oberverwaltungsgericht wurden die Planungen 1985 jedoch endgültig fallengelassen, der aktive Abbruchbetrieb wurde aufgrund der Kapazitätserschöpfung beendet. Die Abbruchpläne waren auch ursächlich für die Einrichtung des Naturschutzgebiets Östlicher Langenberg 1987.
1999 wurde im Kalksteinbruch von einem Hobbyarchäologen der Europasaurus entdeckt. Es folgten weitere, vorwiegend oberjurassische Funde. Bis etwa 2005 wurde die Errichtung eines „Juraparks Harz“ im Langenberg erwogen.
Am 20. April 2019 wurde auf einem Nebengipfel des Langenbergs in der  östlichen Harlingeröder Feldmark ein Gipfelkreuz errichtet.

## Landschaftsbild

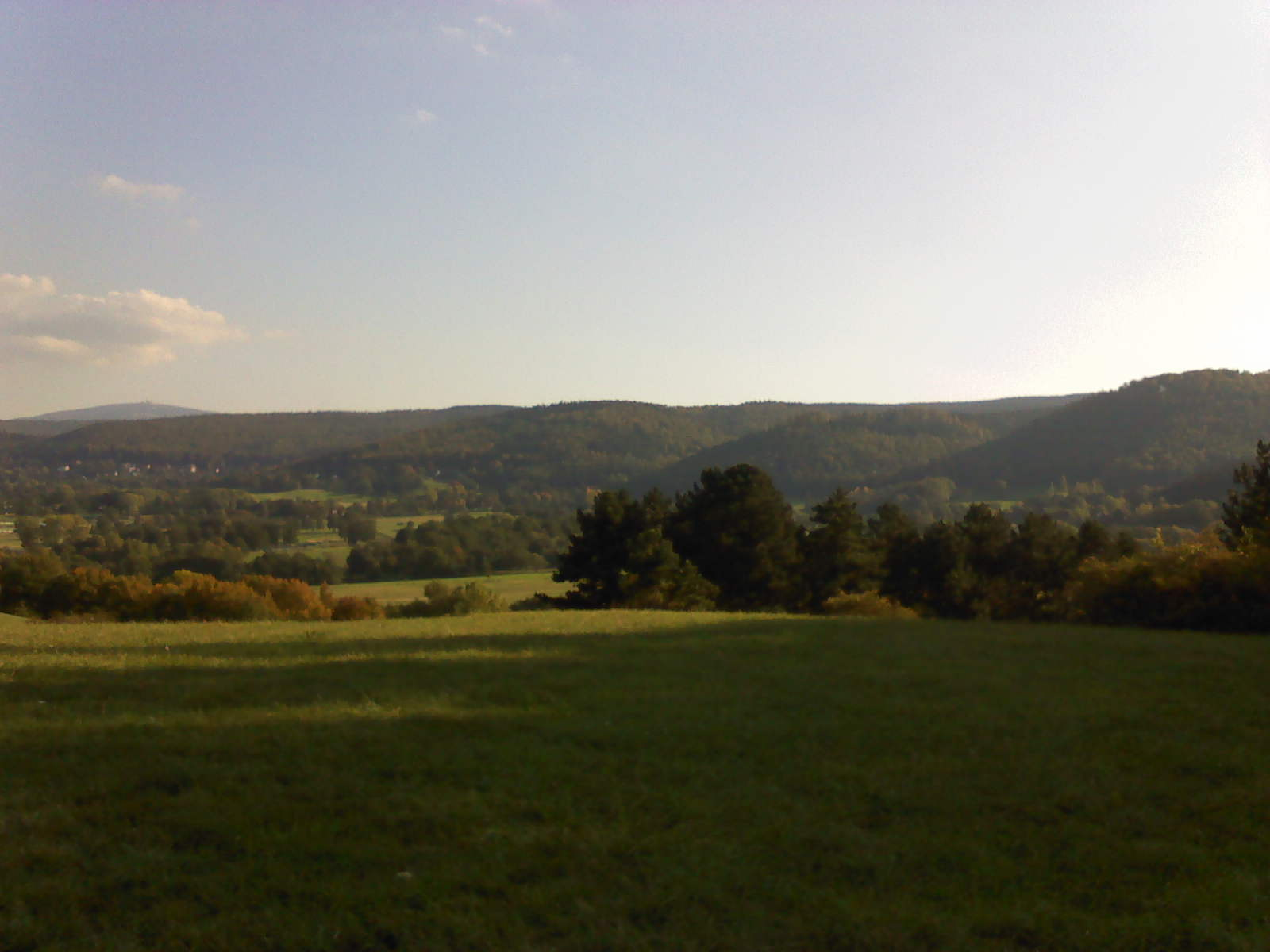
Blick vom Langenberg südostwärts über die Harzlandschaft zum Brocken (hinten links); hinter dem Mischwald (vorne rechts) liegt Göttingerode

Der Nordhang des teilweise bewaldeten Langenbergs fällt zunächst steil ab, wobei er vom Beginn des Abhangs auf etwa 260 m Höhe bis zum Südrand von Harlingerode auf 230 m Höhe mit Ausnahme einer kleinen Strauchebene ohne Hindernisse ist. Nach diesem Abhang geht die Erhebung auf rund 230 bis 220 m Höhe in den Südteil der Ortschaft über. Dort fällt der Hang vorerst weiter auf 190 m Höhe am Nordrand des Dorfs ab, an das sich landwirtschaftlich genutzte Flächen anschließen. Weiter nördlich geht dieser Hang in das Harzburger Harzvorland über, von der die Landschaft zwischen Oker und Radau nach Norden hin zur Anhöhe des Harly-Waldes überleitet.
Am Südrand fällt der Langenberg von 280 m Höhe sanft ab, allerdings nicht unter 270 m Höhe bis Göttingerode. Weiter südlich schließt sich an die kleine Mulde dieser Ortschaft die zum Altenauer Bergland gehörende Okerhochfläche an, die zum Hochharz überleitet.

## Schutzgebiete
Auf Hochlagenbereichen entlang der Kammlinie vom Ostteil des Langenbergs liegt das Naturschutzgebiet (NSG) Östlicher Langenberg (CDDA-Nr. 164966; 1987 ausgewiesen; 28 ha groß). Nördlich und südlich davon befindet sich das zweiteilige Landschaftsschutzgebiet Östlicher Langenberg (CDDA-Nr. 323587; 1984; 45 ha). Bis an den Südfuß des Bergwestteils reicht das NSG Tönneckenkopf–Röseckenbach (CDDA-Nr. 82727; 1988; 20 ha).

## Steinbruch
Der Langenberg beherbergt im Westen einen seit Ende der 1990er Jahre stillgelegten Steinbruch.

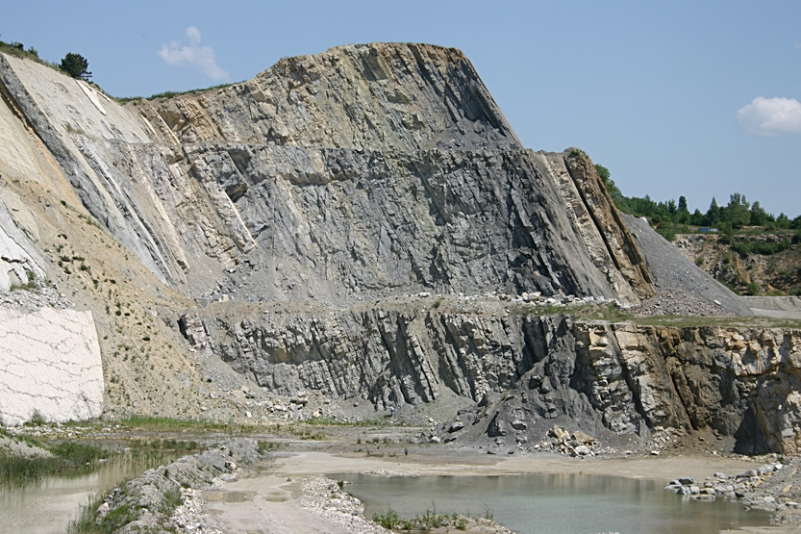
Harznordrandverwerfung im Bereich des Langenbergs
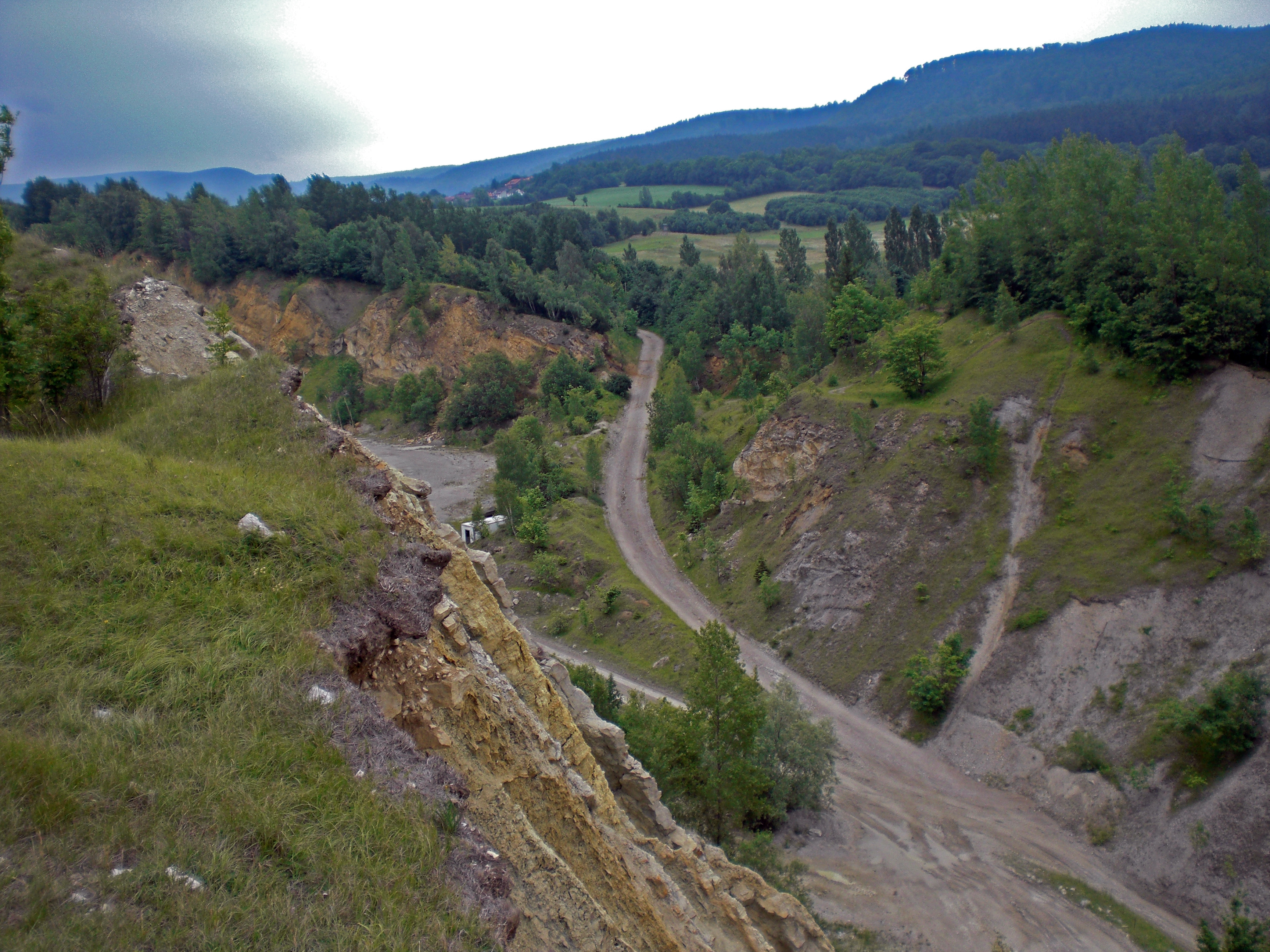
Verwilderte Ostflanke des Steinbruchs
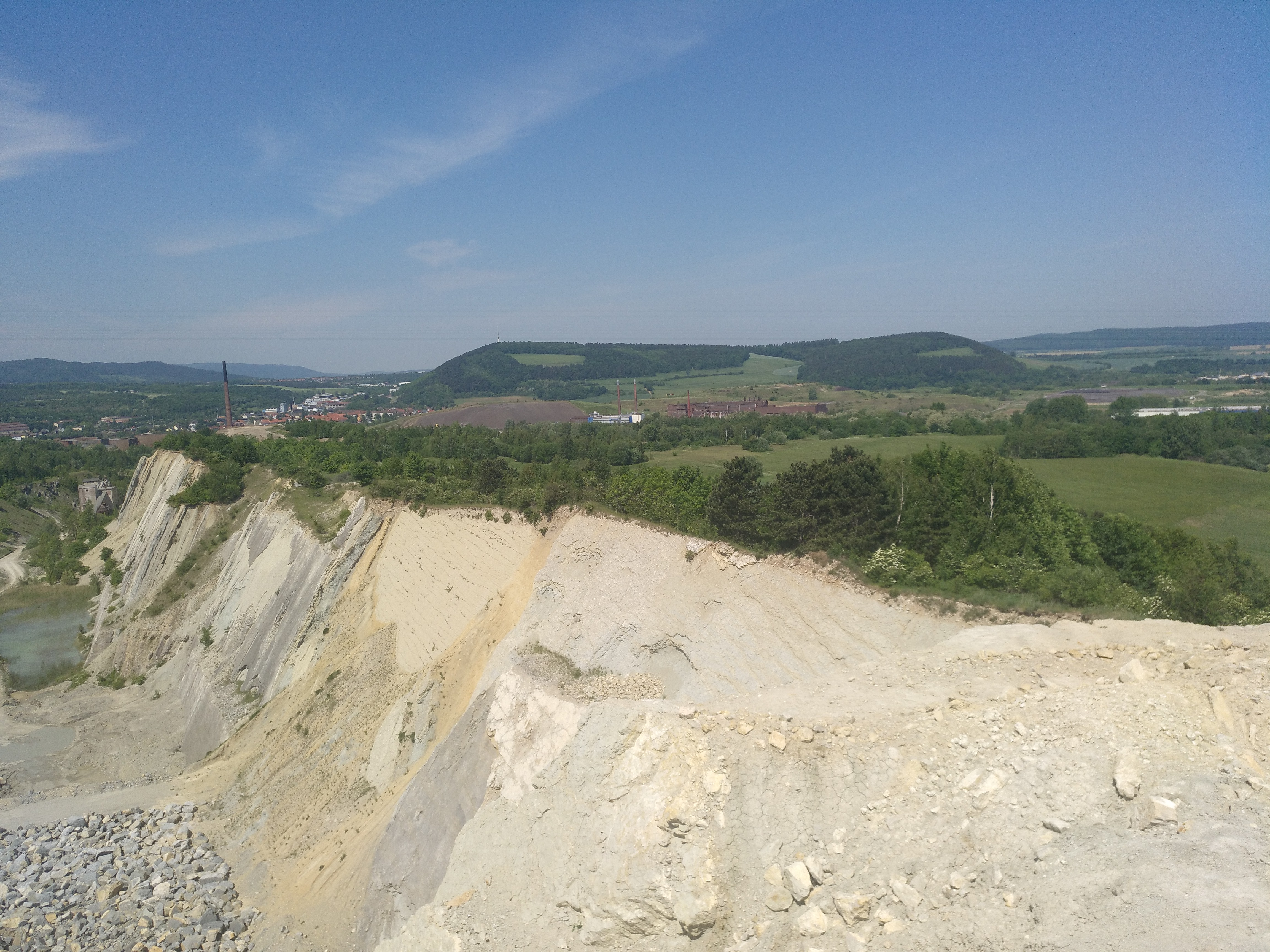
Westansicht Richtung Sudmerberg und Zinkhütte Harlingerode

## Verkehr, Wandern und Freizeit
Der Langenberg ist gut durch Wanderwege erschlossen. Zu berücksichtigen ist, dass einige Gebiete aufgrund verschiedener Gefahren nicht für die Öffentlichkeit zugänglich sind. Dazu zählt insbesondere der Steinbruch im westlichen Bereich mit ungesicherten und lebensgefährlichen Klippen sowie das Bruchfeld genannte Gebiet nördlich von Göttingerode, das durch einen Zaun abgesperrt ist.
Vorbei am Langenberg führen jeweils in West-Ost-Richtung im Norden die Kreisstraße 70 (Oker–Harlingerode–Schlewecke) und im Süden die Landesstraße 501 (Oker–Göttingerode–Schlewecke). Beide Straßen sind über eine schmale Nebenstraße, die von Harlingerode südwärts nach Göttingerode verläuft und dabei zwischen der West- und Ostkuppe der Erhebung nahe der höchsten Stelle der Straße einen trigonometrischen Punkt auf 272 m Höhe passiert, miteinander verbunden. Nach der Erhebung benannt ist die Straße Am Langenberg, die in Harlingerode in einem Wohngebiet liegt.
Zum Beispiel an diesen Straßen beginnend kann der Langenberg auf mehreren Wegen, an denen teils Hinweisschilder zum Naturschutzgebiet Östlicher Langenberg aufgestellt sind, erwandert werden. Auf der Gipfelregion, wo mehrere Bänke stehen, gibt es oftmals gute Bedingungen zum Drachensteigen. Der Nordhang in Richtung Harlingerode wird oftmals für das Rodeln benutzt, da abgesehen von einer kleinen Strauchebene keine natürlichen Hindernisse im Weg sind.
Der Westhang des Langenbergs wird bis heute zur Bauschuttentladung genutzt. Große Bereiche werden missbräuchlich von Motorradfahrern als Offroad-Strecke genutzt, da die gut ausgebauten Pfade des ehemaligen Steinbruchs und die gute Aussicht auf den Harz, das Industriegebiet Oker-Harlingerode und den Sudmerberg ein Alleinstellungsmerkmal sind.